# Romanowe-Chutir
Romanowe-Chutir (ukr. Романове-Хутір) – wieś na Ukrainie w rejonie lipowieckim obwodu winnickiego.